# Carl Wilhelm Orlamundt
Carl Wilhelm Orlamundt, född 1807, död 1871, var en dansk-norsk skådespelare och teaterdirektör. 
Han debuterade 1828 hos August Werligh i Norge.  
Han var engagerad vid det danska teatersällskap, Bigumske selskap, som under ledning av Johan Conrad Huusher hyrde  teatern i Trondheim, som tidigare endast använts av det lokala amatörteatersällskapet. Han var tillsammans med Jens Peter Müller direktör för sällskapet 1831-1833, som då kallades Orlamundt & Miller. Han övertog 1833 ensam ledarskapet. Hans sällskap var det enda i Trondheim under denna tid, och spelade en viktig roll i Norge, som vid denna tid nästan enbart hade kringresande teatersällskap, och flera av Norges välkända scenartister från denna tid var engagerade vid hans sällskap. Han lämnade Trondheim 1834, och teaterverksamheten låg därefter nere i staden fram till Jacob Maysons tid (1836-1839). 
Sedan han lämnat Norge blev han en av den danska landsbygdsteaterns mest framträdande gestalter. Han övertog Carl Beckers teatersällskap 1841 till 1846, och var sedan verksam inom flera sällskap tills han 1858 återigen fick sitt eget sällskap (från 1868 tillsammans med Carl Hagen och från 1870 med William O Petersen). Hans sällskap var känd för att vara mångsidig och bestå av unga och energiska talanger. Han var gift med skådespelaren Fanny Petrine Larsen, som ansågs vara en av dansk landsbygdsteaters stora stjärnor. Han var far till Hans Orlamundt (1837-1912), som även han kom att bli en välkänd skådespelare. 